# Николс (Јужна Каролина)
Николс (енгл. Nichols) град је у америчкој савезној држави Јужна Каролина.

## Демографија
По попису из 2010. године број становника је 368, што је 40 (-9,8%) становника мање него 2000. године.
| Група             | 2000.       | 2010.       |
| Белци             | 212 (52,0%) | 217 (59,0%) |
| Афроамериканци    | 192 (47,1%) | 149 (40,5%) |
| Азијати           | 0 (0,0%)    | 1 (0,3%)    |
| Хиспаноамериканци | 0 (0,0%)    | 1 (0,3%)    |
| Укупно            | 408         | 368         |